# Division II i fotboll 1925/1926
Division II i fotboll 1925/1926, som var upplagan av Division II i fotboll säsongen 1925/1926, bestod av fem serier, en innehållande åtta lag, två med nio lag, en med tio lag och en serie innehållande elva lag. Endast lag i fyra av dessa serier kunde gå upp i Allsvenskan (lag från Norrland fick inte spela i Allsvenskan).

## Serier

### Uppsvenska Serien
Sandvikens IF vann serien. De fick dock inte kvala till Allsvenskan då det var förbehållet vinnarna från de sydligare serierna. Falu IF och Domnarvets GIF flyttades ner till division III och ersattes av IK Brage till säsongen 1926/27.
| Nr | Lag             | S  | V  | O | F  | GM | IM | MS  | P  |
| -- | --------------- | -- | -- | - | -- | -- | -- | --- | -- |
| 1  | Sandvikens IF   | 14 | 12 | 1 | 1  | 60 | 16 | +44 | 37 |
| 2  | Gefle IF        | 14 | 8  | 2 | 4  | 50 | 29 | +21 | 26 |
| 3  | Brynäs IF       | 14 | 7  | 4 | 3  | 52 | 34 | +18 | 25 |
| 4  | Skutskärs IF    | 14 | 8  | 1 | 5  | 51 | 32 | +19 | 25 |
| 5  | Sandvikens AIK  | 14 | 7  | 2 | 5  | 36 | 25 | +11 | 23 |
| 6  | Kvarnsvedens IF | 14 | 2  | 3 | 9  | 24 | 51 | −27 | 9  |
| 7  | Domnarvets GIF  | 14 | 3  | 1 | 10 | 19 | 56 | −37 | 10 |
| 8  | Falu IF         | 14 | 2  | 0 | 12 | 19 | 68 | −49 | 6  |

### Mellansvenska Serien
Örebro SK vann serien och gick vidare till kval till Allsvenskan. Serien skulle utvidgas till 12 lag säsongen därpå vilket medförde att fler lag gick upp än som föll ur. Lagen som flyttades upp till division II från division III säsongen 1926/27 var IFK Arboga, Kolbäcks AIF och Surahammars IF. Örebro SK gick inte upp till Allsvenskan efter kvalspelet, men från allsvenskan kom IK City.
| Nr | Lag               | S  | V  | O | F  | GM | IM | MS  | P  |
| -- | ----------------- | -- | -- | - | -- | -- | -- | --- | -- |
| 1  | Örebro SK         | 18 | 11 | 3 | 4  | 42 | 39 | +3  | 36 |
| 2  | Hallstahammars SK | 18 | 9  | 3 | 6  | 42 | 31 | +11 | 30 |
| 3  | Västerås IK       | 18 | 9  | 2 | 7  | 42 | 32 | +10 | 29 |
| 4  | IFK Västerås      | 18 | 9  | 2 | 7  | 49 | 43 | +6  | 29 |
| 5  | Köpings IS        | 18 | 7  | 5 | 6  | 37 | 29 | +8  | 26 |
| 6  | Västerås SK       | 18 | 9  | 1 | 8  | 39 | 33 | +6  | 28 |
| 7  | Katrineholms AIK  | 18 | 7  | 5 | 6  | 34 | 30 | +4  | 26 |
| 8  | Katrineholms SK   | 18 | 8  | 3 | 7  | 30 | 30 | 0   | 27 |
| 9  | Örebro IK         | 18 | 4  | 4 | 10 | 34 | 49 | −15 | 16 |
| 10 | IFK Örebro        | 18 | 2  | 2 | 14 | 29 | 59 | −30 | 8  |

### Östsvenska Serien
Westermalms IF vann serien och gick vidare till kval till Allsvenskan. Tranebergs IF flyttades ner till division III och ersattes av BK Derby och Huvudsta IS. Eftersom serien skulle skäras ner till tio lag flyttades IK Sirius upp till Uppsvenska Serien nästkommande säsong. Westermalms IF segrade i kvalet till Allsvenskan och gick upp.
| Nr | Lag             | S  | V  | O | F  | GM | IM | MS  | P  |
| -- | --------------- | -- | -- | - | -- | -- | -- | --- | -- |
| 1  | Westermalms IF  | 20 | 15 | 3 | 2  | 71 | 17 | +54 | 48 |
| 2  | Sundbybergs IK  | 20 | 13 | 3 | 4  | 53 | 29 | +24 | 42 |
| 3  | Djurgårdens IF  | 20 | 11 | 5 | 4  | 60 | 28 | +32 | 38 |
| 4  | IF Linnéa       | 20 | 10 | 3 | 7  | 43 | 45 | −2  | 33 |
| 5  | IFK Stockholm   | 20 | 8  | 5 | 7  | 41 | 44 | −3  | 29 |
| 6  | Hammarby IF     | 20 | 9  | 2 | 9  | 39 | 28 | +11 | 29 |
| 7  | Reymersholms IK | 20 | 7  | 4 | 9  | 30 | 32 | −2  | 25 |
| 8  | Mariebergs IK   | 20 | 5  | 7 | 8  | 40 | 45 | −5  | 22 |
| 9  | Stockholms BK   | 20 | 6  | 2 | 12 | 30 | 52 | −22 | 20 |
| 10 | IK Sirius       | 20 | 5  | 2 | 13 | 38 | 65 | −27 | 17 |
| 11 | Tranebergs IF   | 20 | 2  | 2 | 16 | 14 | 74 | −60 | 8  |

### Västsvenska Serien
IF Elfsborg gick till kvalspelet till Allsvenskan och vann där kvalspelet vilket innebar att de gick upp. Inget lag åkte ur eftersom serien skulle utökas till tio lag. Upp gick Majornas IK och IK Ymer.
| Nr | Lag             | S  | V  | O | F  | GM | IM | MS  | P  |
| -- | --------------- | -- | -- | - | -- | -- | -- | --- | -- |
| 1  | IF Elfsborg     | 16 | 10 | 1 | 5  | 54 | 25 | +29 | 31 |
| 2  | Vänersborgs IF  | 16 | 9  | 3 | 4  | 32 | 30 | +2  | 30 |
| 3  | Jonsereds IF    | 16 | 7  | 4 | 5  | 30 | 26 | +4  | 25 |
| 4  | Fässbergs IF    | 16 | 7  | 2 | 7  | 36 | 31 | +5  | 23 |
| 5  | Krokslätts FF   | 16 | 5  | 6 | 5  | 26 | 26 | 0   | 21 |
| 6  | Skara IF        | 16 | 6  | 3 | 7  | 27 | 33 | −6  | 21 |
| 7  | Trollhättans IF | 16 | 6  | 2 | 8  | 28 | 36 | −8  | 20 |
| 8  | Uddevalla IS    | 16 | 5  | 2 | 9  | 26 | 38 | −12 | 17 |
| 9  | IF Heimer       | 16 | 5  | 1 | 10 | 35 | 48 | −13 | 16 |

### Sydsvenska Serien
Halmstads BK vann serien och gick vidare till kval till Allsvenskan. Endast ett lag flyttades ner eftersom serien skulle utökas till tio lag. Eftersom Halmstads BK förlorade i det allsvenska kvalspelet flyttades endast ett lag upp i sydsvenska serien, vilket var Ängelholms IF, samtidigt som ett lag från allsvenskan föll ner till Sydsvenska Serien, nämligen IFK Malmö.
| Nr | Lag             | S  | V | O | F  | GM | IM | MS  | P  |
| -- | --------------- | -- | - | - | -- | -- | -- | --- | -- |
| 1  | Halmstads BK    | 16 | 8 | 6 | 2  | 35 | 19 | +16 | 30 |
| 2  | Stattena IF     | 16 | 7 | 5 | 4  | 25 | 20 | +5  | 26 |
| 3  | Malmö FF        | 16 | 5 | 8 | 3  | 44 | 24 | +20 | 23 |
| 4  | Malmö BI        | 16 | 7 | 4 | 5  | 37 | 23 | +14 | 25 |
| 5  | IFK Hälsingborg | 16 | 8 | 2 | 6  | 32 | 22 | +10 | 26 |
| 6  | IS Halmia       | 16 | 7 | 2 | 7  | 28 | 23 | +5  | 23 |
| 7  | Lunds BK        | 16 | 6 | 3 | 7  | 24 | 31 | −7  | 21 |
| 8  | Varbergs GIF    | 16 | 4 | 4 | 8  | 18 | 30 | −12 | 16 |
| 9  | Falkenbergs GIK | 16 | 2 | 2 | 12 | 11 | 62 | −51 | 8  |

## Kvalspel

### Kval till Allsvenskan
| Lag 1        | Totalt        | Lag 2          | Möte 1 | Möte 2 |
| Örebro SK    | 2–6           | Westermalms IF | 2–2    | 0–4    |
| Halmstads BK | 5–5 (PO: 2–4) | IF Elfsborg    | 3–1    | 2–4    |

Den tredje matchen mellan Halmstads BK och IF Elfsborg spelades eftersom bortamålsregeln inte användes. Matchen spelades på neutral plan i Göteborg. Westermalms IF och IF Elfsborg upp till Allsvenskan medan Örebro SK och Halmstads BK kvar i Division II.